# Lágrimas cálidas
Lágrimas cálidas es el nombre del álbum debut de estudio de la cantante, compositora y productora musical colombiana Fanny Lu, Fue lanzado al mercado bajo el sello discográfico Universal Music Latino el 8 de agosto de 2006. «No te pido flores», el primer sencillo de esta producción, sonó en gran parte Latinoamérica, así como en EE. UU., Europa y Asia. Fue, además, seleccionado como tema principal de varias telenovelas y consiguió el primer puesto en la lista tropical de Billboard. Fanny Lu recibió gracias a esta canción el premio 'Móvil de oro', por superar las 30.000 descargas a teléfonos móviles en apenas unas semanas. El segundo sencillo elegido para seguir promocionando este trabajo debut fue «Y si te digo», canción que alcanzó el número 1 de la lista latina de Billboard. El cuarto sencillo, «Lágrimas cálidas» no logró, sin embargo, la misma repercusión que los anteriores.
Gracias a Lágrimas cálidas, Fanny Lu logró en Colombia cuatro 'Premios Shock', una nominación al Grammy Latino y seis nominaciones a los premios 'Billboard de la música latina'. Finalmente se hizo con dos premios 'Lo nuestro' en las categorías de 'Artista femenina' y 'Artista tropical del año'. También fue reconocida con un premio 'Billboard de la música latina' en la categoría de 'Mejor canción tropical del año' por su segundo sencillo «Y si te digo».

## Lista de canciones
| Lágrimas cálidas (Versión Digital/Relanzado) (2020) |                           |                                  |          |  |
| N.º                                                 | Título                    | Escritor(es)                     | Duración |  |
| 1.                                                  | «No te pido flores»       | José Gaviria                     | 4:04     |  |
| 2.                                                  | «Lágrimas cálidas»        | *José Gaviria - Fanny Lu         | 4:28     |  |
| 3.                                                  | «Te arrepentirás»         | José Gaviria                     | 3:11     |  |
| 4.                                                  | «Sólo quiero»             | José Gaviria                     | 4:27     |  |
| 5.                                                  | «Cariñito»                | José Gaviria                     | 3:29     |  |
| 6.                                                  | «Sin razones»             | José Gaviria                     | 3:21     |  |
| 7.                                                  | «Y si te digo»            | José Gaviria                     | 4:33     |  |
| 8.                                                  | «Es por ti»               | * José Gaviria - Fanny Lu        | 3:23     |  |
| 9.                                                  | «Para qué si tú no estás» | * José Gaviria - América Jimémez | 4:18     |  |
| 10.                                                 | «Me acordaré de ti»       | * José Gaviria - Daniela Guzmán  | 3:35     |  |

| Lágrimas cálidas (Versión física) (2006) |                             |              |          |  |
| N.º                                      | Título                      | Escritor(es) | Duración |  |
| 11.                                      | «Te arrepentirás» (Remix)   | José Gaviria | 3:37     |  |
| 12.                                      | «No te pido flores» (Remix) | José Gaviria | 3:47     |  |

## Posiciones y certificaciones

### Semanales
| País          | Ranking         | Primera semana | Posición de ingreso | Mejor posición | Semanas en la mejor posición | Semanas en el ranking | Última semana |
| ------------- | --------------- | -------------- | ------------------- | -------------- | ---------------------------- | --------------------- | ------------- |
| Latinoamérica |                 |                |                     |                |                              |                       |               |
| Colombia      | Top 100 álbumes | 13-08-2006     | 23                  | 1              | 1                            | 111                   | 26-02-2008    |

### Copias y certificaciones
| País          | Proveedor | Año  | Certificación | Copias certificadas (según IFPI) |
| Latinoamérica |           |      |               |                                  |
| Colombia      | ASINCOL   | 2007 | 2x Oro        | +10.000                          |
| Venezuela     | AVINPRO   | 2007 | 2x Oro        | +10.000                          |
| Ecuador       | IFESA     | 2007 | Oro           | +10.000                          |